# Angel Clare
| 전문가 평가              | 전문가 평가 |
| 평가 점수                | 평가 점수   |
| 출처                     | 점수        |
| ------------------------ | ----------- |
| AllMusic                 | [ 1 ]       |
| Christgau's Record Guide | C           |
| Rolling Stone            | favorable   |

《Angel Clare》는 1973년 9월 11일에 발매된 아트 가펑클의 데뷔 솔로 스튜디오 음반이다. 빌보드 200에서 5위를 정점으로 미국에서 가장 높은 차트를 기록한 솔로 음반이며, 솔로 아티스트로서 유일한 미국 톱 10 히트곡인 〈All I Know〉가 포함되어 있다. 그것은 또한 〈Traveling Boy〉와 〈I Shall Sing〉이라는 두 개의 다른 톱 40 히트곡을 포함했다. 사이먼 & 가펑클의 오랜 프로듀서인 로이 할리가 아트 가펑클과 함께 프로듀싱했다.
《Angel Clare》라는 제목은 토머스 하디의 소설 《더버빌가의 테스》에 나오는 인물의 이름에서 따왔다.

## 배경
〈Traveling Boy〉는 음반의 세 번째 싱글이자 오프닝 트랙이었다. 폴 윌리엄스와 로저 니컬스에 의해 쓰여진 이 노래는 사랑하는 사람을 뒤로하고 길로 향하는 한 젊은이에 대한 이야기를 담고 있다. 오프닝 트랙 피아노 리프는 래리 넥텔에 의해 만들어졌고 J. J. 케일은 기타 솔로를 연주했다. 가펑클은 보컬을 세 번 맡았는데, 첫 번째 두 번은 8번 중반 동안 목소리를 충분히 크게 유지할 수 없었기 때문에 실패했다. 샐리 스티븐스는 기타 솔로가 시작될 때 소프라노 음을 연주한다.
두 번째 트랙인 〈Down in the Willow Garden〉은 싱어송라이터 찰리 먼로에 의해 대중화된 컨트리 클래식으로, 마을의 버드나무 정원에서 연인을 살해하는 청년에 대한 이야기와 시신을 숨기려는 시도에서부터 아버지의 위선적인 조언, 그리고 마침내 자신의 죽음에 이르기까지 이어지는 사건에 대한 이야기이다. 폴 사이먼은 가펑클과 함께 마지막 구절과 합창에서 하모니를 불렀고, 그레이트풀 데드의 제리 가르시아가 리드 기타를 연주했다(나중에 샌프란시스코에서 로이 할리가 오버더빙했다). 가펑클은 계속해서 이 곡이 그가 가장 좋아하는 컨트리 노래 중 하나이며 사이먼과 다시 일하는 것을 좋아했다고 말했다. 하지만 가르시아는 그의 기여를 "과잉어의 바다에서 오버더빙"이라고 언급하고 즉흥적인 자유가 허용되지 않은 것에 대한 실망감을 표현하면서 결과에 덜 만족했다.

## 곡 목록
| #  | 제목                                                                   | 작사·작곡                                | 재생 시간 |
| -- | ---------------------------------------------------------------------- | ---------------------------------------- | --------- |
| 1. | 〈Traveling Boy〉                                                      | 폴 윌리엄스, 로저 니컬스                 | 4:55      |
| 2. | 〈Down in the Willow Garden〉                                          | 찰리 먼로                                | 3:54      |
| 3. | 〈I Shall Sing〉                                                       | 밴 모리슨                                | 3:30      |
| 4. | 〈Old Man〉                                                            | 랜디 뉴먼                                | 3:20      |
| 5. | 〈Feuilles-Oh/Do Space Men Pass Dead Souls on Their Way to the Moon?〉 | 민요/요한 제바스티안 바흐, 린다 그로스먼 | 3:07      |

| #  | 제목                       | 작사·작곡                                         | 재생 시간 |
| -- | -------------------------- | ------------------------------------------------- | --------- |
| 1. | 〈All I Know〉             | 지미 웨브                                         | 3:43      |
| 2. | 〈Mary Was An Only Child〉 | 호르헤 밀치버그, 앨버트 해먼드, 마이크 헤이즐우드 | 3:26      |
| 3. | 〈Woyaya〉                 | 솔 아마르피오, 오시비사                           | 3:15      |
| 4. | 〈Barbara Allen〉          | 민요                                              | 5:22      |
| 5. | 〈Another Lullaby〉        | 웨브                                              | 3:29      |

## 인증
| 국가                       | 인증 | 판매량/출하량 |
| -------------------------- | ---- | ------------- |
| 캐나다 (뮤직 캐나다)       | 골드 | 50,000^       |
| 영국 (BPI)                 | 실버 | 60,000^       |
| 미국 (RIAA)                | 골드 | 500,000^      |
| ^출하량을 기반으로 한 인증 |      |               |